# Leptasterias polaris
Leptasterias polaris är en sjöstjärneart som först beskrevs av Müller och Franz Hermann Troschel 1842.  Leptasterias polaris ingår i släktet Leptasterias och familjen trollsjöstjärnor.

## Underarter
Arten delas in i följande underarter:
- L. p. acervata
- L. p. polymorpha
- L. p. ushakovi
- L. p. katherinae
- L. p. polaris